# رايموند لويس
رايموند لويس (3 سبتمبر 1952 في الولايات المتحدة - 11 فبراير 2001 في الولايات المتحدة) (بالإنجليزية: Raymond Lewis)‏ هو لاعب كرة سلة أمريكي في مركز هجوم خلفي.

## وصلات خارجية
- رايموند لويس على موقع سبورتس رفرنس (الإنجليزية)
- رايموند لويس على موقع كلية كرة السلة في سبورتس رفرنس.كوم (الإنجليزية)
- رايموند لويس على موقع ريلجم (الإنجليزية)